# Svenskbybor
Svenskbybor, gammalsvenskbybor eller svenskar i Ukraina (ukrainska: Шведи в Україні), är olika benämningar på den ursprungligen estlandssvenska grupp, och deras ättlingar, som lämnade östersjöön Dagö, och flyttade till ett område i det Nyryska guvernementet på 1780-talet (i dåvarande kejsardömet Ryssland, och i dag en del av Ukraina). I det Nyryska guvernementet grundade de byn Gammalsvenskby, som i dag är en del av Zmijivka i Cherson oblast. Svenskbyborna har historiskt befunnit sig på flykt ett flertal gånger, och återkommande omflyttats i spår av konflikter och svält.

## Historia

### Bakgrund
Svenskbyborna lämnade Dagö i augusti 1782, och gruppen var framme vid det anvisade området nio månader senare. Under omflyttningen avled mer än hälften, i synnerhet barn och äldre.
I mars 1783 uppgavs 135 personer vara i livet enligt kyrkböckerna.

### Senare år
Enligt den ukrainska folkräkningen 2001, fanns 188 svenskar i Ukraina, framför allt i Cherson oblast, och av dem talade endast 32 svenska.
I dag finns omkring 200 personer med svenskt ursprung kvar i området.

## Omflyttningar

### Sovjettiden

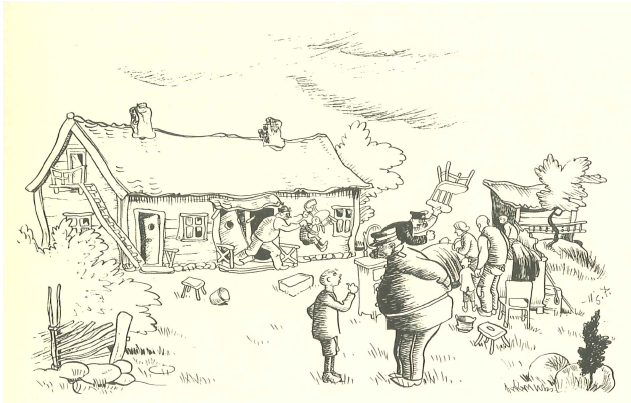
Karikatyr över avhysningar av lantarbetare i Kalmar län. "Håller landsfiskalen på och röjer plats för svenskbyborna ?", publicerad i Folkets Dagblad Politiken 1929.

År 1929, den 1 augusti, lämnade 900 personer Gammalsvenskby och flyttade till Sverige, där de mottogs i Trelleborg av prins Carl. Omflyttningen möjliggjordes av en nationell insamling för att ta hem svenskbyborna till Sverige. Två år senare, 1931, återvände ungefär 200 svenskbybor till Ukrainska SSR. Av de som blev kvar i Sverige bosatte sig ungefär 500 personer på Gotland, varför en stor andel gotlänningar i dag är ättlingar till svenskbybor.

## Genetik
År 2017 insamlades salivprover från 25 personer i Ukraina, och deras ättlingar på Gotland, i syfte att fastställa svenskbybornas genetiska ursprung i ett DNA-projekt som leddes av genetikprofessorn Mattias Jakobsson vid Uppsala universitet. Det preliminära resultatet visade att svenskbyorna var mer lika balter än andra grupper i Sverige.

## Bemärkta svenskbybor
- Andreas Hoas, sångare
- Kristoffer Hoas, lärare och klockare
- Katarina Utas, psalmsångerska